# Óláfsdrápa sœnska

L’Óláfsdrápa sœnska (« Drápa d'Óláf le Suédois ») est un poème scaldique composé vers 1018 par le scalde islandais Óttarr svarti en l'honneur du roi de Suède Óláf.
Six demi-strophes ont été conservées dans le Skáldskaparmál de Snorri Sturluson.
Il s'agit d'un poème de louange très conventionnel sur le fond, mais qui est le premier à faire usage d'un dérivé du dróttkvætt, le hálfhnept, innovation sur laquelle Óttar attire d'ailleurs l'attention du roi dans la première strophe.